# Elsa von Freytag-Loringhoven
Elsa Hildegard, Baronesa von Freytag-Loringhoven (Świnoujście, 12 de julho de 1874 - Paris, 15 de dezembro de 1927) foi uma artista polono-alemã e poeta dos movimentos dadaísta e avant-garde que por muitos anos trabalhou no Greenwich Village, em Nova Iorque.
Suas provocativas poesias foram publicadas postumamente com o título Body Sweats: The Uncensored Writings of Elsa von Freytag-Loringhoven.

## Biografia
Nascida como Elsa Hildegard Plötz em 1874, em Świnoujście, na província da Pomerânia, atual Polônia, filha de Adolf Plötz e Ida Marie Kleist. Elsa não tinha um bom relacionamento do pai, que era controlador, às vezes cruel com a família, oscilando com momentos de intenso amor com a esposa e a filha. Sua mãe era muito religiosa e pouco reagia aos abusos do pai. O descontentamento de Elsa com seu pai e seu controle podem ter influenciado sua visão anti-patriarcal durante a vida. Seu relacionamento com a mãe era diferente, envolvendo grande admiração pela forma como ela encontrava objetos e os restaurava ou reutilizava, o que também deve ter sido influência para a arte de Elsa em utilizar artefatos encontrados na rua para suas obras de arte.
Aos 18 anos, Elsa fugiu de casa e foi morar com uma tia em Berlim. Lá ela começou a trabalhar no teatro, atuando, dançando e como corista, onde teve vários amantes com artistas da Alemanha e da Itália. Perto de Munique, em Dachau, Elsa estudou arte. Em 1901, Elsa se casou com o arquiteto August Endell em uma cerimônia civil, mas o casamento não era exclusivo. Eles mantinham um relacionamento aberto, tanto que em 1902 ela se envolveu com um dos amigos de August, o poeta e tradutor Frederick Philip Grove. Depois de uma viagem dos três para Palermo, na Sicília, em 1903, o casamento de Elsa acabou e o divórcio foi assinado em 1906. Apesar de não ter sido uma separação amigável, Elsa dedicou vários versos satíricos para August. Em 1906, ela retornou a Berlim, onde se casou com Frederick em 22 de agosto de 1907.
Em 1909, Frederick estava com sérios problemas financeiros. Com a ajuda da esposa ele encenou um suicídio e partiu para o outro lado do Atlântico o final de julho de 1909. Em julho de 1910, Elsa o encontrou nos Estados Unidos, onde os dois passaram a administrar uma pequena farmácia em Sparta, no Kentucky, perto de Cincinnati. Em 1911, Frederick a abandonou subitamente e foi para Dakota do Norte e depois para Manitoba em 1912. Não há registros de um divórcio assinado pelos dois.
Para sobreviver, ela começou a trabalhar como modelo para vários artistas em Cincinnati e na Filadélfia antes de conhecer e se casar com seu terceiro marido, o barão alemão Leopold von Freytag-Loringhoven, filho de Hugo von Freytag-Loringhoven, em novembro de 1913, em Nova Iorque. Foi a partir desta época que ela ficou conhecida como a "baronesa dadaísta Elsa von Freytag-Loringhoven". Ele a largou no início da Primeira Guerra Mundial e suicidou-se na Suíça no fim da guerra.

## Obras
Na cidade de Nova Iorque, Elsa começou a trabalhar em uma fábrica de cigarros e a modelar para artistas como Louis Bouché, George Biddle e Man Ray. Em 1918, suas poesias começaram a ser publicadas na revista The Little Review e o editor Jane Heap a considerou como a "primeira dadaísta norte-americana". Ela foi pioneira na poesia fonética e muitos de seus poemas só foram publicados após a sua morte. Seu trabalho foi guardado e preservado após sua morte por sua editora, companheira e amante Djuna Barnes.

## Morte
Em 1923, Elsa voltou para Berlim na esperança de encontrar melhores oportunidades de trabalho e ganhar algum dinheiro, mas encontrou um país afundado na crise depois de ser arrasado pela Primeira Guerra Mundial. Mesmo com as dificuldades, ela decidiu ficar na Alemanha, ainda que não tivesse um centavo e estivesse à beira da loucura. Vários amigos nos Estados Unidos tentavam ajudá-la como podiam. Elsa vivia na pobreza, vendendo jornais e morando em um abrigo de caridade.
Assombrada por vários pensamentos sobre suicídio, Elsa se internou brevemente em uma clínica, de onde escrevia para os amigos nos Estados Unidos, especialmente para Djuna Barnes. Estabelecida em Paris, depois de conseguir um visto, ela abriu uma agência de modelos que foi fechada pelas autoridades francesas. Elsa foi encontrada morta em seu apartamento em 14 de dezembro de 1927, tendo sufocada com gás da cozinha e não se sabe se foi ela quem abriu ou se outra pessoa a teria ajudado. Ela foi sepultada no Cemitério do Père-Lachaise, em Paris.